# A-League 2020-21
La Hyundai A-League 2020-21 fue la décima sexta edición de la A-League, máxima categoría del fútbol profesional de Australia desde su creación en 2004. La temporada dio comienzo el 28 de diciembre de 2020 y terminó con la final el 27 de junio de 2021. Fue la segunda temporada consecutiva en contar con el Macarthur FC como debutante en la historia. También fue la primera vez en expandirse a 12 equipos.

## Sistema de competición
En la temporada regular participaron 12 equipos que jugaron todos contra todos en 26 jornadas. Al término de las 26 jornadas los primeros clasificados avanzaron a la semifinales de manera directa y obtuvieron plazas de la Liga de Campeones de la AFC 2022, mientras que del 3.º al 6.º clasificado avanzaron a la primera ronda. En la primera ronda los 4 equipos se enfrentaron por orden de posiciones a partido único, cuyos ganadores avanzaron a las semifinales. En las semifinales 4 equipos se enfrentaron por orden de posiciones a partido único, los ganadores disputaron la gran final, donde el ganador es campeón y se clasificó a la Liga de Campeones de la AFC 2022.

## Temporada regular
| Pos. | Equipo                   | Pts. | PJ | G  | E | P  | GF | GC | Dif. | Clasificación                                              |
| ---- | ------------------------ | ---- | -- | -- | - | -- | -- | -- | ---- | ---------------------------------------------------------- |
| 1    | Melbourne City           | 49   | 26 | 15 | 4 | 7  | 57 | 32 | +25  | Clasificado a fase de grupos de Liga de Campeones AFC 2022 |
| 2    | Sydney                   | 47   | 26 | 13 | 8 | 5  | 39 | 23 | +16  | Clasificados a Primera ronda de la fase final              |
| 3    | Central Coast Mariners   | 42   | 26 | 12 | 6 | 8  | 35 | 31 | +4   | Clasificados a Primera ronda de la fase final              |
| 4    | Brisbane Roar            | 40   | 26 | 11 | 7 | 8  | 36 | 28 | +8   | Clasificados a Primera ronda de la fase final              |
| 5    | Adelaide United          | 39   | 26 | 11 | 6 | 9  | 39 | 41 | −2   | Clasificados a Primera ronda de la fase final              |
| 6    | Macarthur                | 39   | 26 | 11 | 6 | 9  | 33 | 36 | −3   | Clasificados a Primera ronda de la fase final              |
| 7    | Wellington Phoenix       | 38   | 26 | 10 | 8 | 8  | 44 | 35 | +9   |                                                            |
| 8    | Western Sydney Wanderers | 35   | 26 | 9  | 8 | 9  | 44 | 42 | +2   |                                                            |
| 9    | Perth Glory              | 34   | 26 | 9  | 7 | 10 | 44 | 44 | 0    |                                                            |
| 10   | Western United           | 28   | 26 | 8  | 4 | 14 | 29 | 47 | −18  |                                                            |
| 11   | Newcastle Jets           | 21   | 26 | 5  | 6 | 15 | 24 | 38 | −14  |                                                            |
| 12   | Melbourne Victory        | 19   | 26 | 5  | 4 | 17 | 31 | 60 | −29  |                                                            |

 Fuente: A-League
Notas:
1. ↑  Wellington Phoenix como equipo neozelandés, pertenece a la Confederación de Fútbol de Oceanía por lo que no puede participar en la Liga de Campeones de la AFC, torneo organizado por la Confederación Asiática de Fútbol.

* Leyenda: PJ: Partidos jugados; PG: Partidos ganados; PE: Partidos empatados; PP: Partidos perdidos; GF: Goles a favor; GC: Goles en contra; Dif: Diferencia de goles; Pts: Puntos.
     Clasificado a semifinales de la fase final y clasificado a fase de grupos de la Liga de Campeones de la AFC 2022.
     Clasificados a la primera ronda de la fase final.

## Fase Final

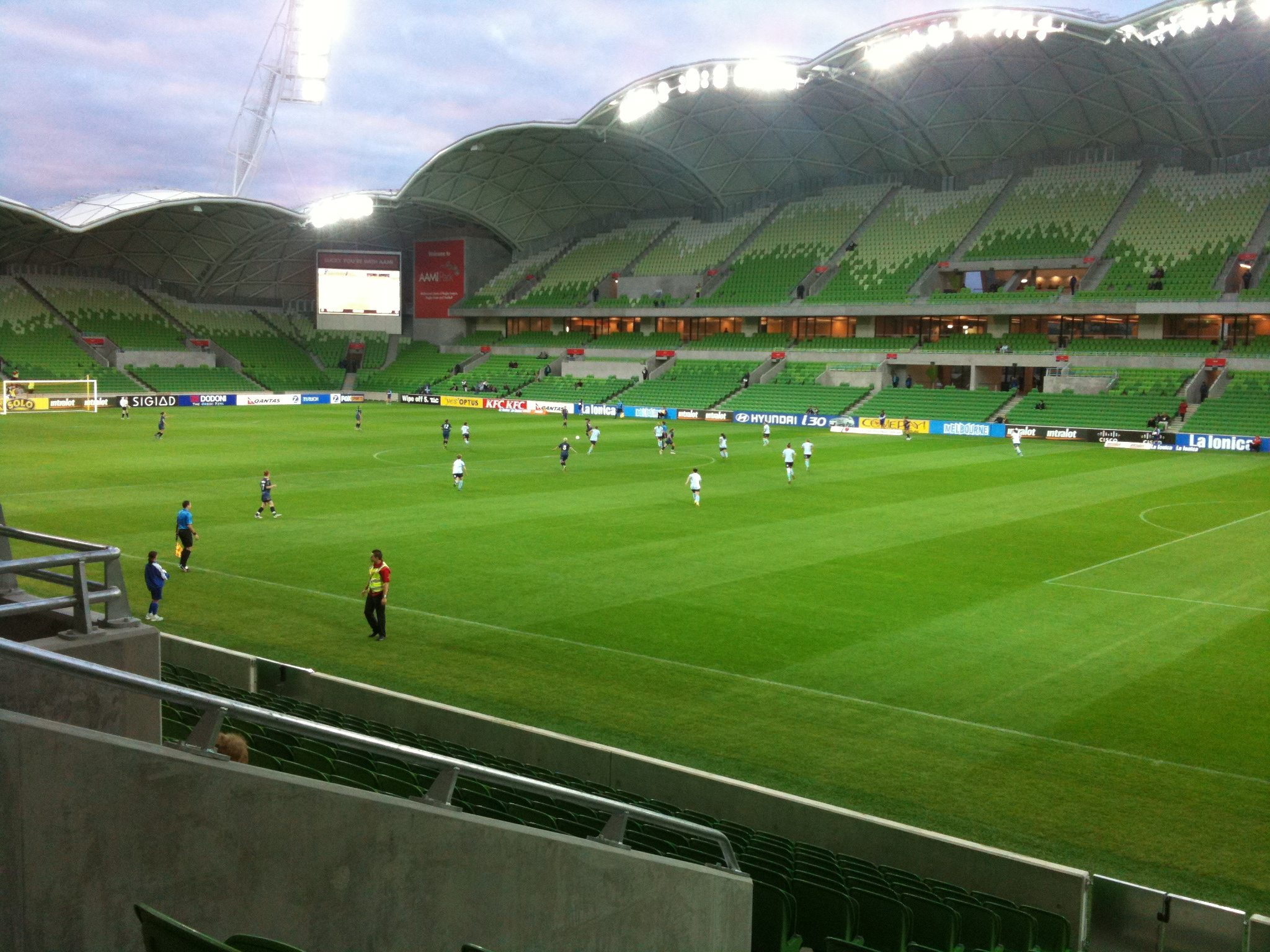
El AAMI Park albergó la Gran final de la A-League 2021

|  | Primera ronda | Primera ronda          | Primera ronda  |                 |   | Semifinales | Semifinales | Semifinales |  |     | Gran final     | Gran final | Gran final |  |
|  |               |                        |                |                 |   |             |             |             |  |     |                |            |            |  |
|  |               |                        |                |                 |   |             |             |             |  |     |                |            |            |  |
|  |               |                        |                |                 |   |             |             |             |  |     |                |            |            |  |
|  |               |                        |                |                 |   |             |             |             |  |     |                |            |            |  |
|  |               |                        |                |                 |   |             |             |             |  |     |                |            |            |  |
|  |               | 1.°                    | Melbourne City | 2               |   |             |             |             |  |     |                |            |            |  |
|  |               |                        |                | 2               |   |             |             |             |  |     |                |            |            |  |
|  |               |                        | 6.°            | Macarthur       | 0 |             |             |             |  |     |                |            |            |  |
|  | 3.°           | Central Coast Mariners | 6.°            | Macarthur       | 0 | 0           |             |             |  |     |                |            |            |  |
|  | 3.°           | Central Coast Mariners |                |                 |   |             |             |             |  |     |                |            |            |  |
|  | 6.°           | Macarthur              | 2              |                 |   |             |             |             |  |     |                |            |            |  |
|  | 6.°           | Macarthur              | 2              |                 |   |             |             |             |  | 1.° | Melbourne City | 3          |            |  |
|  |               |                        |                |                 |   |             |             |             |  | 1.° | Melbourne City | 3          |            |  |
|  |               |                        | 2.°            | Sydney          | 1 |             |             |             |  |     |                |            |            |  |
|  |               |                        | 2.°            | Sydney          | 1 |             |             |             |  |     |                |            |            |  |
|  |               |                        |                |                 |   |             |             |             |  |     |                |            |            |  |
|  |               |                        |                |                 |   |             |             |             |  |     |                |            |            |  |
|  |               | 2.°                    | Sydney         | 2               |   |             |             |             |  |     |                |            |            |  |
|  |               |                        |                | 2               |   |             |             |             |  |     |                |            |            |  |
|  |               |                        | 5.°            | Adelaide United | 1 |             |             |             |  |     |                |            |            |  |
|  | 4.°           | Brisbane Roar          | 5.°            | Adelaide United | 1 | 1           |             |             |  |     |                |            |            |  |
|  | 4.°           | Brisbane Roar          |                |                 |   |             |             |             |  |     |                |            |            |  |
|  | 5.°           | Adelaide United        | 2              |                 |   |             |             |             |  |     |                |            |            |  |
|  | 5.°           | Adelaide United        | 2              |                 |   |             |             |             |  |     |                |            |            |  |
|  |               |                        |                |                 |   |             |             |             |  |     |                |            |            |  |

### Primera ronda
| 12 de junio de 2021 | Central Coast Mariners | 0:2 (0:0, 0:0) (t. s.) | Macarthur                                  | Estadio Central Coast, Gosford |                         |
| 19:05 (UTC+10)      |                        | Reporte                | Charles M'Mombwa 93' · Michael Rush 120+1' | Árbitro(s): Shaun Evans        | Árbitro(s): Shaun Evans |

| 13 de junio de 2021 | Brisbane Roar    | 1:2 (0:2) | Adelaide United     | Moreton Daily Stadium, Brisbane |                       |
| 15:05 (UTC+10)      | Alex Parsons 59' | Reporte   | Tomi Juric 15', 19' | Árbitro(s): Alex King           | Árbitro(s): Alex King |

### Semifinales
| 20 de junio de 2021 | Melbourne City                          | 2:0 (0:0) | Macarthur | AAMI Park, Melbourne     |                          |
| 16:05 (UTC+10)      | Stefan Colakovski 54' · Marco Tilio 55' |           |           | Árbitro(s): Daniel Elder | Árbitro(s): Daniel Elder |

| 19 de junio de 2021 | Sydney                        | 2:1 (2:0) | Adelaide United               | Jubilee Oval, Sídney        |                             |
| 19:05 (UTC+10)      | Adam le Fondre 24' · Bobô 43' |           | Juan de Dios Prados López 64' | Árbitro(s): Alireza Faghani | Árbitro(s): Alireza Faghani |

### Gran Final
| 27 de junio de 2021 | Melbourne City                                    | 3:1 (2:1) | Sydney          | AAMI Park, Melbourne                                          |                                                               |
|                     | Atkinson 23' · Jamieson 45' (pen.) · Galloway 93' | Reporte   | Barbarouses 21' | Asistencia: 14 017 espectadores Árbitro(s): Christopher Beath | Asistencia: 14 017 espectadores Árbitro(s): Christopher Beath |

|  |  |

| POR              | 1  | Tom Glover               |     |     |
| DEF              | 2  | Scott Galloway           |     |     |
| DEF              | 4  | Nuno Reis                |     |     |
| DEF              | 7  | Rostyn Griffiths         |     |     |
| DEF              | 3  | Scott Jamieson           |     |     |
| MED              | 10 | Florin Berenguer         |     |     |
| MED              | 8  | Aiden O'Neill            |     |     |
| MED              | 20 | Adrián Luna              |     |     |
| DEL              | 13 | Nathaniel Atkinson       |     |     |
| DEL              | 17 | Stefan Colakovski        | 73' | 74' |
| DEL              | 23 | Marco Tilio              | 54' |     |
| Cambios:         |    |                          |     |     |
| POR              | 33 | Matt Sutton              |     |     |
| DEF              | 19 | Ben Garuccio             |     |     |
| DEF              | 36 | Kerrin Stokes            |     |     |
| MED              | 16 | Taras Gomulka            |     |     |
| DEL              | 11 | Craig Noone              |     |     |
| DEL              | 15 | Andrew Nabbout           |     | 74' |
| DEL              | 35 | Raphael Borges Rodrigues |     |     |
| Entrenador:      |    |                          |     |     |
| Patrick Kisnorbo |    |                          |     |     |

| POR          | 20 | Tom Heward-Belle     |          |     |
| DEF          | 8  | Paulo Retre          |          |     |
| DEF          | 4  | Alex Wilkinson       |          |     |
| DEF          | 3  | Ben Warland          |          |     |
| DEF          | 16 | Joel King            |          |     |
| MED          | 17 | Anthony Caceres      |          | 86' |
| MED          | 26 | Luke Brattan         | 25', 35' |     |
| MED          | 11 | Kosta Barbarouses    |          |     |
| MED          | 5  | Alexander Baumjohann |          | 72' |
| DEL          | 9  | Bobô                 |          | 38' |
| DEL          | 99 | Adam Le Fondre       |          |     |
| Cambios:     |    |                      |          |     |
| POR          | 30 | Adam Pavlesic        |          |     |
| DEF          | 2  | Patrick Flottmann    |          |     |
| DEF          | 21 | Harry Van Der Saag   |          | 38' |
| DEF          | 25 | Callum Talbot        |          |     |
| MED          | 10 | Miloš Ninković       |          | 72' |
| DEL          | 18 | Luke Ivanovic        |          |     |
| DEL          | 33 | Patrick Wood         |          | 86' |
| Entrenador:  |    |                      |          |     |
| Steve Corica |    |                      |          |     |

| Medalla Joe Marston: Nathaniel Atkinson (Melbourne City) Árbitros asistentes:: Matthew Cream Nathan MacDonald Árbitro asistente de video: Kris Griffiths-Jones | Reglas de partido - 90 minutos. - 30 minutos de tiempo extra si es necesario. - Tanda de penales si el resultado sigue igualado. - Máximo de cinco sustituciones y una adicional si se juega la prórroga.. |

| A-League Campeón 2021      |
| -------------------------- |
| Bandera de Australia       |
| Melbourne City 1.er título |

## Máximo goleadores
| Pos. | Jugador           | Club                     | Goles |
| ---- | ----------------- | ------------------------ | ----- |
| 1    | Jamie Maclaren    | Melbourne City           | 25    |
| 2    | Matt Derbyshire   | Macarthur                | 14    |
| 3    | Bruno Fornaroli   | Perth Glory              | 13    |
| 4    | Bobô              | Sydney                   | 11    |
| 4    | Tomer Hemed       | Wellington Phoenix       | 11    |
| 6    | Matt Simon        | Central Coast Mariners   | 10    |
| 7    | Bruce Kamau       | Western Sydney Wanderers | 9     |
| 7    | Riku Danzaki      | Brisbane Roar            | 9     |
| 7    | Craig Goodwin     | Adelaide United          | 9     |
| 7    | Kosta Barbarouses | Sydney                   | 9     |

| Lista completa | Lista completa            | Lista completa           | Lista completa |
| Pos.           | Jugador                   | Club                     | Goles          |
| -------------- | ------------------------- | ------------------------ | -------------- |
| 11             | Alou Kuol                 | Central Coast Mariners   | 7              |
| 11             | Dylan Wenzel-Halls        | Brisbane Roar            | 7              |
| 11             | Besart Berisha            | Western United           | 7              |
| 11             | Ulises Dávila             | Wellington Phoenix       | 7              |
| 11             | Tomi Juric                | Adelaide United          | 7              |
| 11             | Stefan Mauk               | Adelaide United          | 7              |
| 11             | Roy O'Donovan             | Newcastle United Jets    | 7              |
| 11             | Ben Waine                 | Wellington Phoenix       | 7              |
| 19             | Dylan Pierias             | Western United           | 6              |
| 19             | Mitchell Duke             | Western Sydney Wanderers | 6              |
| 19             | David Ball                | Wellington Phoenix       | 6              |
| 21             | Nicholas D'Agostino       | Perth Glory              | 5              |
| 21             | Craig Noone               | Melbourne City           | 5              |
| 21             | Connor Metcalfe           | Melbourne City           | 5              |
| 21             | Jake Brimmer              | Melbourne Victory        | 5              |
| 21             | Elvis Kamsoba             | Melbourne Victory        | 5              |
| 21             | Rudy Gestede              | Melbourne Victory        | 5              |
| 21             | Bernie Ibini-Isei         | Western Sydney Wanderers | 5              |
| 21             | Markel Susaeta            | Macarthur                | 5              |
| 21             | Marco Ureña               | Central Coast Mariners   | 5              |
| 30             | Valentino Yuel            | Newcastle United Jets    | 4              |
| 30             | Kwame Yeboah              | Western Sydney Wanderers | 4              |
| 30             | Miloš Ninković            | Sydney                   | 4              |
| 30             | Scott McDonald            | Western Sydney Wanderers | 4              |
| 30             | Callum McManaman          | Melbourne Victory        | 4              |
| 30             | Lachlan Wales             | Western United           | 4              |
| 30             | James Troisi              | Western Sydney Wanderers | 4              |
| 30             | Ben Halloran              | Adelaide United          | 4              |
| 30             | Joel Chianese             | Perth Glory              | 4              |
| 30             | Andy Keogh                | Perth Glory              | 4              |
| 30             | Kusini Yengi              | Adelaide United          | 4              |
| 30             | Chris Ikonomidis          | Perth Glory              | 4              |
| 30             | James O'Shea              | Brisbane Roar            | 4              |
| 30             | Daniel De Silva           | Central Coast Mariners   | 4              |
| 30             | Patrick Wood              | Sydney                   | 4              |
| 30             | Jaushua Sotirio           | Wellington Phoenix       | 4              |
| 30             | Graham Dorrans            | Western Sydney Wanderers | 4              |
| 48             | Carlo Armiento            | Perth Glory              | 3              |
| 48             | Mohamed Toure             | Adelaide United          | 3              |
| 48             | Víctor Sánchez Mata       | Western United           | 3              |
| 48             | Adrián Luna               | Melbourne City           | 3              |
| 48             | Andrew Nabbout            | Melbourne City           | 3              |
| 48             | Macaulay Gillesphey       | Brisbane Roar            | 3              |
| 48             | Scott Jamieson            | Melbourne City           | 3              |
| 48             | Diego Castro              | Perth Glory              | 3              |
| 48             | Jacob Butterfield         | Melbourne Victory        | 3              |
| 48             | Ben Folami                | Melbourne Victory        | 3              |
| 48             | Adam le Fondre            | Sydney                   | 3              |
| 48             | Mark Milligan             | Macarthur                | 3              |
| 48             | Iker Guarrotxena          | Western United           | 3              |
| 48             | Apostolos Stamatelopoulos | Newcastle United Jets    | 3              |
| 62             | Nathan Konstandopoulos    | Adelaide United          | 2              |
| 62             | Mirza Muratovic           | Wellington Phoenix       | 2              |
| 62             | Jordon Mutch              | Western Sydney Wanderers | 2              |
| 62             | Denis Genreau             | Macarthur                | 2              |
| 62             | Oliver Bozanić            | Central Coast Mariners   | 2              |
| 62             | Simon Cox                 | Western Sydney Wanderers | 2              |
| 62             | Loïc Puyo                 | Macarthur                | 2              |
| 62             | Louis Fenton              | Wellington Phoenix       | 2              |
| 62             | Nicolai Müller            | Western Sydney Wanderers | 2              |
| 62             | Dylan Ryan                | Melbourne Victory        | 2              |
| 62             | Steven Ugarković          | Newcastle United Jets    | 2              |
| 62             | Alex Wilkinson            | Sydney                   | 2              |
| 62             | Josh Brindell-South       | Brisbane Roar            | 2              |
| 62             | Ziggy Gordon              | Western Sydney Wanderers | 2              |
| 62             | Joe Champness             | Brisbane Roar            | 2              |
| 62             | Scott Galloway            | Melbourne City           | 2              |
| 62             | James Meredith            | Macarthur                | 2              |
| 62             | Reno Piscopo              | Wellington Phoenix       | 2              |
| 62             | Clayton Lewis             | Wellington Phoenix       | 2              |
| 62             | Alex Parsons              | Brisbane Roar            | 2              |
| 62             | Jack Clisby               | Central Coast Mariners   | 2              |
| 62             | Lleyton Brooks            | Melbourne Victory        | 2              |
| 62             | Stefan Colakovski         | Melbourne City           | 2              |
| 85             | Calem Nieuwenhof          | Sydney                   | 1              |
| 85             | Luke Brattan              | Sydney                   | 1              |
| 85             | Jordan Smylie             | Central Coast Mariners   | 1              |
| 85             | Tate Russell              | Western Sydney Wanderers | 1              |
| 85             | Nigel Boogaard            | Newcastle United Jets    | 1              |
| 85             | Ivan Vujica               | Western United           | 1              |
| 85             | Neil Kilkenny             | Perth Glory              | 1              |
| 85             | Tomoki Imai               | Western United           | 1              |
| 85             | Steven Lustica            | Western United           | 1              |
| 85             | Daniel Stynes             | Perth Glory              | 1              |
| 85             | Dane Ingham               | Perth Glory              | 1              |
| 85             | Jaden Casella             | Central Coast Mariners   | 1              |
| 85             | Luis Lawrie-Lattanzio     | Melbourne Victory        | 1              |
| 85             | Aleksandar Jovanovic      | Macarthur                | 1              |
| 85             | Aleksandar Šušnjar        | Macarthur                | 1              |
| 85             | Tomislav Uskok            | Western United           | 1              |
| 85             | Angus Thurgate            | Newcastle United Jets    | 1              |
| 85             | Jack Hingert              | Brisbane Roar            | 1              |
| 85             | Louis D'Arriago           | Adelaide United          | 1              |
| 85             | Connor O'Toole            | Newcastle United Jets    | 1              |
| 85             | Florin Berenguer          | Melbourne City           | 1              |
| 85             | Rostyn Griffiths          | Melbourne City           | 1              |
| 85             | Matthew Hatch             | Central Coast Mariners   | 1              |
| 85             | Rhyan Grant               | Syndey                   | 1              |
| 85             | Luka Prso                 | Newcastle United Jets    | 1              |
| 85             | Daniel Wilmering          | Western Syndey Wanderers | 1              |
| 85             | Cameron Devlin            | Wellington Phoenix       | 1              |
| 85             | Golgol Mebrahtu           | Brisbane Roar            | 1              |
| 85             | Nathaniel Atkinson        | Melbourne City           | 1              |
| 85             | Ciaran Bramwell           | Perth Glory              | 1              |
| 85             | Darryl Lachman            | Perth Glory              | 1              |
| 85             | Alexander Baumjohann      | Sydney                   | 1              |
| 85             | Curtis Good               | Melbourne City           | 1              |
| 85             | Marco Tilio               | Melbourne City           | 1              |
| 85             | Lachlan Rose              | Macarthur                | 1              |
| 85             | Connor Pain               | Western United           | 1              |
| 85             | Charles M'Mombwa          | Macarthur                | 1              |
| 85             | Jordan Elsey              | Adelaide United          | 1              |
| 85             | Storm Roux                | Melbourne Victory        | 1              |
| 85             | Michael Ruhs              | Macarthur                | 1              |
| 85             | Trent Buhagiar            | Sydney                   | 1              |
| 85             | Masato Kudo               | Brisbane Roar            | 1              |
| 85             | Naoki Tsubaki             | Wellington Phoenix       | 1              |
| 85             | Keanu Baccus              | Western Sydney Wanderers | 1              |
| 85             | Alessandro Diamanti       | Western United           | 1              |
| 85             | Yaya Dukuly               | Sydney                   | 1              |
| 85             | Callum Timmins            | Perth Glory              | 1              |
| 85             | Lucas Mauragis            | Newcastle United Jets    | 1              |
| 85             | Brandon Wilson            | Perth Glory              | 1              |
| 85             | Harry Van der Saag        | Central Coast Mariners   | 1              |
| 85             | Archie Goodwin            | Newcastle United Jets    | 1              |